# Wye with Hinxhill
Wye with Hinxhill är en civil parish i grevskapet Kent i sydöstra England. Den ligger i distriktet Ashford och utgörs av orten Wye samt byn Hinxhill. Civil parishen hade 2 454 invånare vid folkräkningen år 2021.